# 미산초등학교 (충남)
미산초등학교는 대한민국 충청남도 보령시에 있는 공립 초등학교이다.

## 학교 연혁
- 1928년 5월 1일: 미산공립보통학교 개교
- 1996년 3월 1일: 보령댐 수몰로 구 교사 폐교

## 참고 자료
- 미산초등학교 - 한국교육학술정보원 학교알리미